# Stepan Malkhasyants
Stepanos Sargsi Malkhasyants (en armenio: Ստեփան Սարգսի Մալխասյանց; Ajaltsije, 7 de noviembre de 1857 - Ereván, 21 de julio de 1947) fue un académico, filólogo, lingüista, y lexicográfo armenio. Como experto en literatura clásica armenia, Malkhasyants redactó las ediciones críticas y tradujo las obras de muchos historiadores armenios al idioma armenio actual, y contribuyó 70 años de su vida en el estudio de la lengua armenia.

## Primeros años y educación
Malkhasyants nació en 1857 en Ajaltsije, cuando Georgia estaba bajo el dominio del Imperio ruso. Recibió su educación primaria en la escuela parroquial de Karapetyan. Entre 1874 y 1878,  asistió al Seminario Gevorkyan en Vagharshapat (actual Echmiadzin). En su último año de estudios, Malkhasyants fue admitido al departamento de estudios orientales en la Universidad Estatal de San Petersburgo. En 1889, se graduó de la universidad con énfasis en los estudios de armenio-sánscrito y armenio-georgiano.
Tras finalizar sus estudios, Malkhasyants enseñó armenio en las escuelas, y se convirtió en un colaborador habitual en publicaciones periódicas y revistas académicas. Regresando a Transcaucasia, asumió como profesor en la escuela parroquial de Karapetyan y posteriormente en los  Gimnasios de Yeghiazaryan (también en Ajaltsije), Nersisyan, Hovnanyan y Gayanyan en Tiflis y en el Seminario Gevorkyan en Vagharshapat. Tras la fundación de la Universidad Estatal de Ereván en febrero de 1920, Malkhasyants pasó a ser parte de la facultad del Departamento de Historia y Lingüística, y fue el primer instructor en dar una conferencia en la institución. En 1940, Malkhasyants fue galardonado con un doktor nauk en filología honoris causa. En 1943, colaboró en la fundación de la Academia Nacional de Ciencias de Armenia y fue elegido formalmente en su cátedra.

## Obras

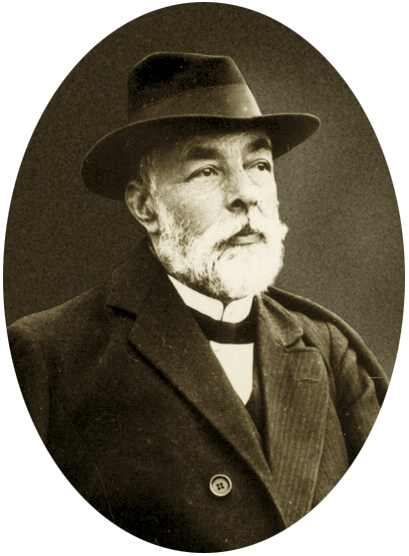
Stepan Malkhasyants en 1940.

Durante su estadía en la Universidad Estatal de San Petersburgo, Malkhasyants adquirió un activo interés hacia el estudio de la historiografía armenia clásica y medieval. En 1885, Malkhasyants publicó la primera edición crítica de la  Historia Universal, escrito por el historiador decimonónico Stepanos Taronetsi. Posteriormente, publicó otros textos críticos sobre los historiadores Fausto de Bizancio (1896), Sebeos (1899), Ghazar Parpetsi (1904) y Moisés de Corene (1940). Malkhasyants mostró interés hacia este último historiador, y  publicó más de 50 obras sobre el "Padre de la Historia de Armenia" bajo el formato de libros, artículos y monografías. Sus posteriores obras también se enfocaron en la gramática del armenio clásico y del ashkharabar (armenio moderno). Su traducción rusa de la obra historiográfica del siglo XVIII del Catholicós Simeon Yerevantsi, Jambr, fue publicado en 1958.
Entre 1944 y 1945, Malkhasyants finalmente completó un monumental diccionario de lenguaje armenio en cuatro volúmenes, bajo el nombre de Diccionario Explicativo Armenio (Hayeren Batsadrakan Barraran, Հայերէն Բացատրական Բառարան), el cual fue galardonado con el Premio Stalin del Estado en 1946. El diccionario, el cual Malkhasyants había comenzado a escribir desde 1922, proporcionaba una lista exhaustiva de palabras en armenio clásico, medio y moderno, así como una exploración de los numerosos dialectos hablados por los armenios.
Malkhasyants también tradujo algunas obras extranjeras al idioma armenio. Además de las obras de William Shakespeare, incluyendo El Rey Lear y Macbeth, también tradujo las obras de Georg Ebers. Falleción en Ereván en 1947, a la edad de 89 años.